# Vermogenstransformatorwikkeling

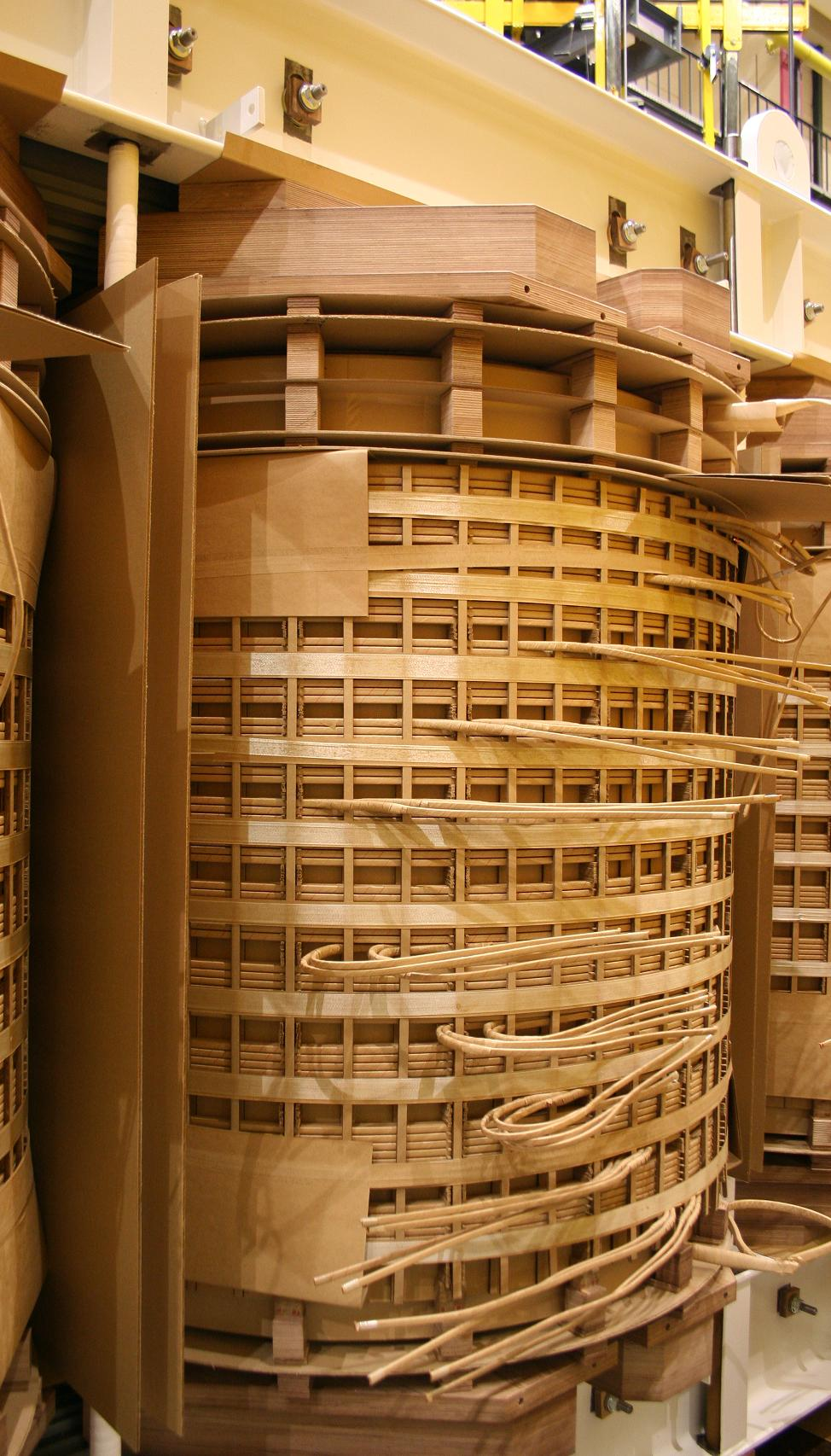
Een vermogenstransformatorwikkeling gemonteerd in de trafo. De bovenste jukbalk en de steunblokken zijn duidelijk herkenbaar. De afleidingen van de regelwikkeling aan de buitenkant zijn nog niet gekoppeld

Een vermogenstransformatorwikkeling is een spoel, toegepast in vermogenstransformatoren, gewikkeld met geïsoleerd koperdraad op een wikkelcilinder en voorzien van spacers voor de oliestroming in de wikkeling en de isolatie tussen de schijven. De wikkeling is afgewerkt met een steun en isolatiestructuur.

## Bouw van een vermogenstransformatorwikkeling

### Voorbereiding van de wikkeling
Een vermogenstransformatorwikkeling wordt steeds gewikkeld op een wikkelcilinder; een ca. 5 mm dikke plaat van presspahn die geweld wordt, afgeschuind en gekleefd, zodat een stevige cilinder ontstaat. Op de wikkelcilinder worden presspahn-latjes geplakt waarop de dwarsspieën geschoven worden bij het wikkelen.

### De wikkeldraad
De wikkeldraad is gemaakt van elektrolytisch koper en geïsoleerd met vernis (lak), papier of kunststof zoals NOMEX. De wikkeldraad kan een enkele geleider zijn: vlakdraad, of een dubbele geleider: twin, of een geslagen kabel: CTC-draad (circular transposed cable). Wikkeldraad in vermogenstransformatoren is steeds vlak. Ook kan gewikkeld worden met meerdere draden parallel om grotere stromen te kunnen voeren. Voor een regelwikkeling wordt steeds met zoveel draden gewikkeld als er aftakkingen zijn. De isolatie zoals papier (cellulose), NOMEX of lak bepaalt de maximum temperatuur van de wikkeling, d.w.z. de isolatieklasse. Zo is het normale cellulose-isolatiepapier berekend voor een gebruik op 96 °C, thermisch verbeterd papier voor 110 °C en NOMEX tot 200 °C. De veroudering of depolarisatie van het papier verloopt exponentieel volgens de formule van Montsinger.

### Het wikkelen

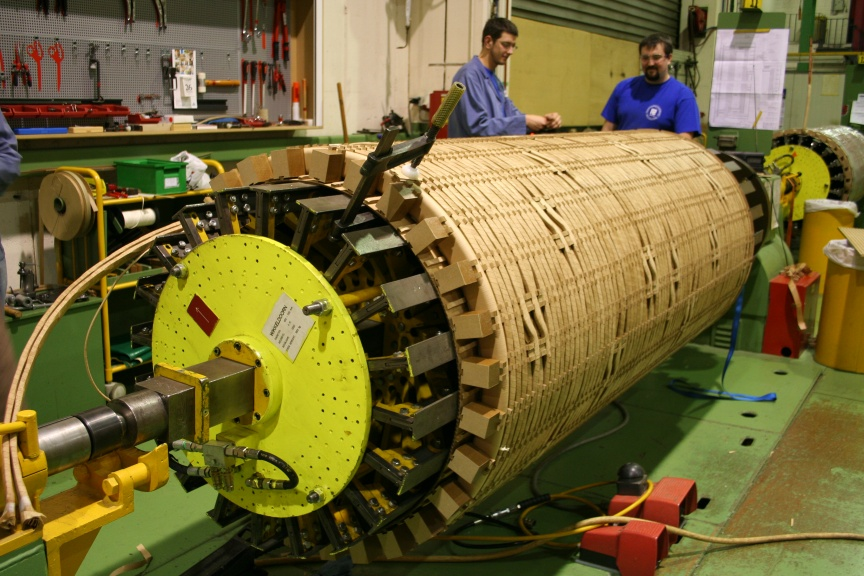
Een wikkeling in de wikkeldoorn

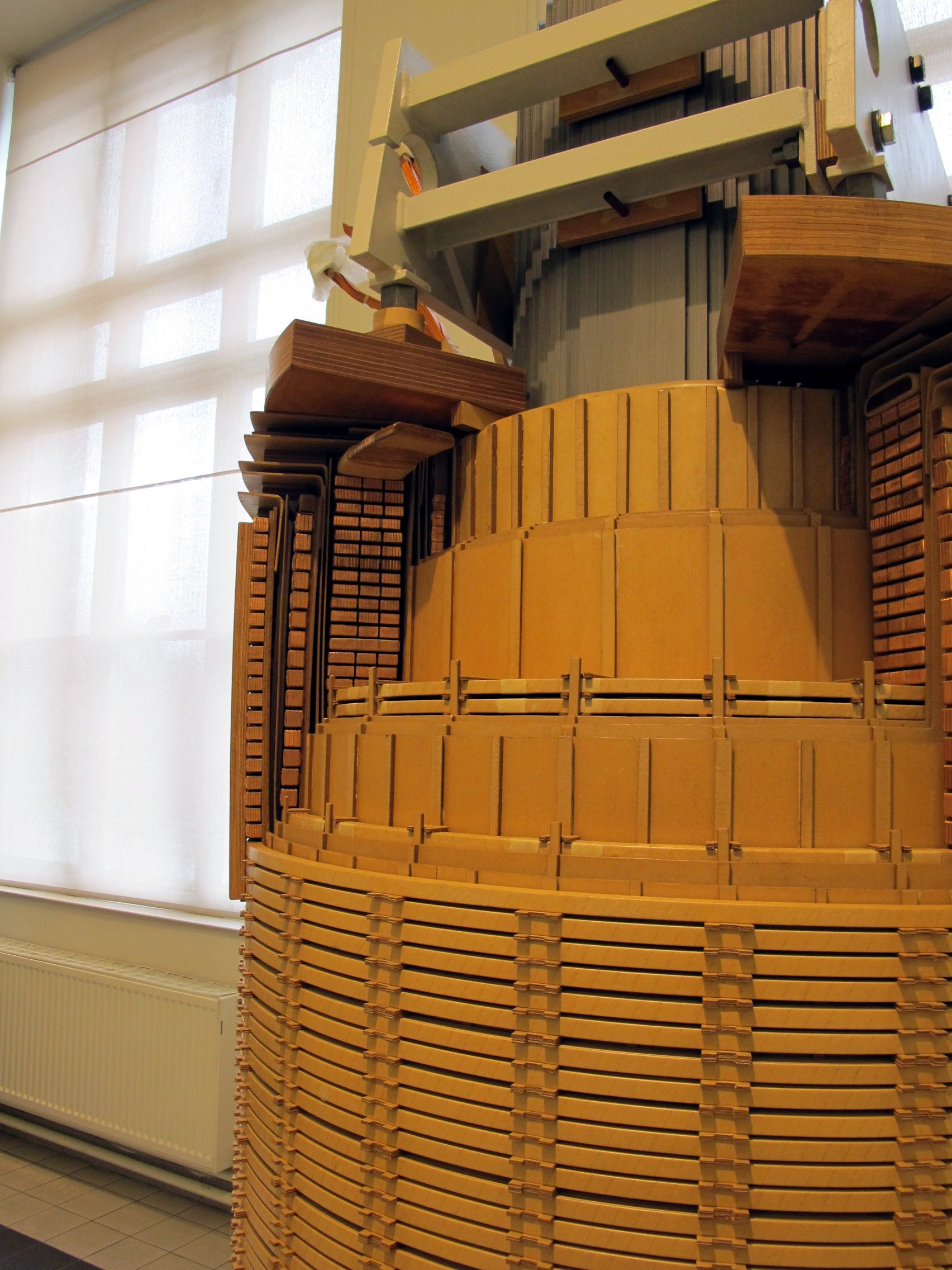
Schema Vermogenstransformatorwikkeling

Een wikkeling bestaat uit schijven en lagen. De lagen ontstaan door de draad op te wikkelen zoals de vellen in een rol wc-papier. In deze beeldspraak is een schijf dan één rol wc-papier en zijn er in een wikkeling meerdere schijven naast elkaar. Aan de boven- en de onderzijde van de wikkeling steken stukken draad uit die de wikkelingsuitlopers heten. De moeilijkheid is om zonder onderbreking van de ene schijf naar de volgende schijf te wikkelen. Om dit probleem praktisch op te lossen zijn er heel wat wikkeltypes bedacht, zoals luswikkeling, boemerangwikkeling, gironwikkeling.

### Drukken van een wikkeling
Na het wikkelen wordt de wikkeling gedrukt, zodat de wikkeling stevig opgespannen in de trafo gemonteerd wordt en aldus het kortsluitgedrag verbeterd wordt.

### Het overschuiven
Een transformator bestaat uit minstens twee wikkelingen, maar gezien de hoge kortsluitspanning van een vermogenstransformator, zal er ook steeds een regelwikkeling zijn om de hoge spanningsval bij belasting te kunnen wegregelen. Daarom worden de wikkelingen over elkaar gemonteerd over de kernpoten. Eén poot bestaat dan uit de hoogspanningswikkeling, laagspanningswikkeling en regelwikkeling van één fase. Men opteert meestal om de drie poten van de vermogenstransformator eerst samen te stellen en volledig af te werken, en daarna poot voor poot over de kernpoten te schuiven. Bij toepassing van glasvezel-temperatuursondes (fiber-optics) moet een dwarsspie vervangen worden door een dwarsspie met fiber.

### Afwerken van de wikkeling
Een wikkeling afwerken wil zeggen dat:
1. de wikkelingsuitlopers of afleidingen naar buiten gebracht moeten worden;
2. een wikkeling op zeer hoge spanning eventueel een middenuitgang moet krijgen;
3. steunblokken gemonteerd moeten worden om de ruimte tussen wikkeling en jukbalken op te vullen, zodat de wikkeling goed samengedrukt wordt;
4. potentiaalringen aangebracht worden om scherpe punten af te schermen en het elektrisch veld af te ronden;
5. hoekringen gemonteerd worden om de elektrische velden aan de kop van de wikkeling af te zwakken en toch oliestroming mogelijk te maken;

De wikkeling krijgt daarmee nog een steun- en isolatiestructuur

## Soorten wikkelingen
Wikkelingen kunnen op verschillende manieren onderverdeeld worden.

### Indeling volgens functie in de transformator
- Hoogspanningswikkeling of primaire wikkeling.
- Laagspanningswikkeling of secundaire wikkeling.
- Tertiaire wikkeling: een driehoekwikkeling ter compensatie van asymmetrie.
- Regelwikkeling: een wikkeling met meerdere aftakkingen voor de verbinding met de regelschakelaar.
- Gemeenschappelijke wikkeling: alleen van toepassing bij autotransformatoren.
- Serie- en parallelwikkeling, als een wikkeling uit twee delen bestaat die zowel in serie als parallel kunnen geschakeld worden. Dit wordt vaak toegepast op mobiele vermogenstransformatoren, die door hun omschakelbaarheid op meerdere plaatsen ingezet kunnen worden. Anderzijds kan de aanwezigheid van een serie- en parallelwikkeling ook duiden op een boostertrafo waarvan één wikkeling tussen primaire en secundaire staat, en dus in serie met de stroom door de boostertrafo en een parallelwikkeling die parallel over het net hangt.

## Warmte in de wikkeling

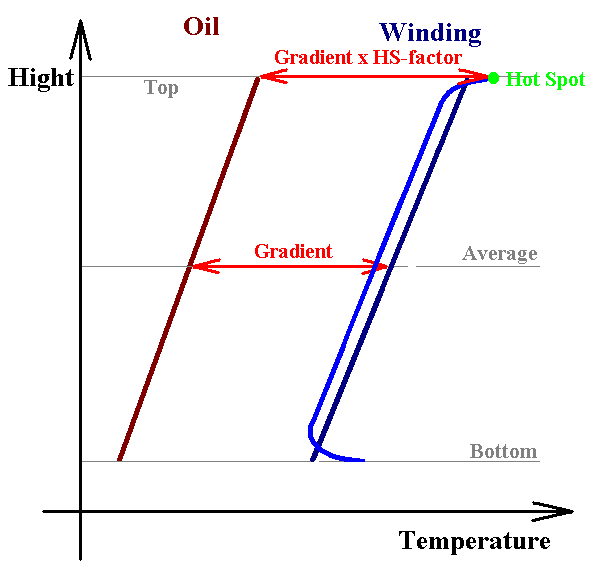
De temperatuur van olie en van de transformatorwikkeling in functie van de hoogte

Een wikkeling voert stroom en de ontwikkelde warmte zal worden overgedragen op de omringende elektrische olie. Daardoor wordt de olie lichter en zal gaan stijgen: er ontstaat een oliestroming in de wikkeling door de thermosifondruk. Hoe hoger in de olie, hoe hoger de temperatuur van de olie is. Aangezien de wikkeling overal evenveel warmte ontwikkelt, zal ook de wikkelingstemperatuur toenemen naarmate men hoger in de wikkeling meet. Er is van laag naar hoog een gradiënt van toenemende temperatuur. Omdat in de koppen van de wikkelingen ook een radiaal veld aanwezig is, zullen de extra verliezen daar de wikkelingen extra opwarmen. Het heetste punt, de hot-spot, in de wikkeling bevindt zich daarmee bovenaan. De hot-spottemperatuur is een belangrijk gegeven, omdat die bepalend is voor de veroudering van de wikkeling en dus voor de hele transformator. De hot-spottemperatuur wordt gegeven door:
- Bij nominale belasting: {\displaystyle \Theta _{\text{Hot-spot}}=\Theta _{\text{Top-oil}}+\mathrm {Grad} \cdot HS}
- Bij een belasting {\displaystyle I}: {\displaystyle \Theta _{\text{Hot-spot}}=\Theta _{\text{Top-oil}}+\mathrm {Grad} \cdot HS\cdot \left({\frac {I}{In}}\right)^{y}}

Hierin is:
- {\displaystyle \Theta _{\text{Hot-spot}}}: De hot-spottemperatuur van de wikkeling
- {\displaystyle \Theta _{\text{Top-oil}}}: De top-olietemperatuur die gemeten wordt aan het deksel
- {\displaystyle \mathrm {Grad} }: De gradiënt die gemeten wordt tijdens de opwarmingsproef. Het is het verschil tussen gemiddelde olietemperatuur en gemiddelde wikkelingstemperatuur. De wikkelingstemperatuur wordt na de opwarmingsproef via weerstandsmeting bepaald.
- {\displaystyle HS}: De hot-spotfactor die berekend wordt tijdens het ontwerp. Deze ligt tussen 1,1 en 1,3
- {\displaystyle I}: De belasting of m.a.w. de stroom door de wikkeling
- {\displaystyle In}: De nominale stroom van de wikkeling
- {\displaystyle y}: De wikkelingsexponent, die volgens de norm IEC 60076-2 1,6 bedraagt voor ON en OF transformatoren en 2,0 voor OD transformatoren. De wikkelingsexponent kan ook bepaald worden door twee opwarmingsproeven te doen en is in de praktijk slechts geldig binnen een zeer beperkt gebied.

Om de veroudering van de wikkeling te volgen is het noodzakelijk om halfjaarlijks oliemonsters te nemen ter analyse. Afbraakprodukten van papier, zoals furanen, kunnen opgespoord worden in het oliemonster om een beeld te krijgen van de veroudering. Een hulpmiddel bij het zoeken naar een fout aan een wikkeling in dienst, is de "Duval Triangle", ontwikkeld door Michel Duval, werknemer bij Hydro Québec. Dat is gebaseerd op de gassen die in de elektrische olie gedetecteerd worden na een fout.

## Ontwerp van een wikkeling
In het ontwerp van een wikkeling komen heel wat aspecten aan bod om een goede werking te kunnen garanderen. In eerste plaats de basisgegevens elektrische spanning en elektrische stroom, die leiden tot een minimale draaddikte en het aantal toeren. Het beperken van de elektrische gradiënt bij de testspanning is een basis van het ontwerp van de isolatiestructuur. Een andere belangrijke parameter is de kortsluitspanning of de impedantie van de wikkeling. Dit zal de vorm van de wikkeling bepalen. Een controle daarop kan plaatsvinden met elektrisch-ontwerpsoftware op basis van eindige-elementenmethode. De oliesnelheid in de wikkeling is bepalend voor de koeling en dus ook de hot-spottemperatuur. De oliestroming moet ondanks de elektrische isolatie toch voldoende groot zijn. De stromingsweerstand in de wikkeling mag daardoor niet te groot worden. Eventueel kan geforceerde koeling toegepast worden met een pomp die zorgt voor het oliedebiet. De elektrische capaciteit tussen de wikkeling en de kern, de kuip en de andere wikkelingen is bepalend voor het gedrag bij stootspanningen, en moet ook gecontroleerd worden door berekening. Ten slotte mag de wikkeling niet beschadigd worden bij kortsluiting van de transformator en zal de mechanische sterkte, de steunconstructie en de afsteuning op de kern voldoende moeten zijn.